# Ivar Ekeland
Ivar Ekeland (Parigi, 2 luglio 1944) è un matematico e divulgatore scientifico francese di origine norvegese, autore di testi sull'analisi funzionale non lineare, il calcolo delle variazioni e l'economia matematica, oltre a diversi libri di divulgazione matematica.

## Biografia
Ekeland ha studiato alla École Normale Supérieure (1963–1967) e ha ottenuto il dottorato nel 1970. Ha insegnato alla Paris Dauphine University (dove è stato anche rettore dal 1989 al 1994), alla École Polytechnique, alla École Spéciale Militaire de Saint-Cyr, e alla Università della Columbia Britannica di Vancouver. Ha vinto il premio Jean Rostand nel 1984 e il premio D'Alembert nel 1992. È membro della Accademia norvegese di scienze e lettere.

## Opere
- Il caos, Milano, Il Saggiatore, 1997, traduzione Francesco Giusiano, ISBN 9788842806899 (ediz. orig. Le chaos, 1995)
- Il migliore dei mondi possibili, Torino, Bollati Boringhieri, 2014 (prima edizione: 2001), traduzione Carlo Tatasciore, ISBN 9788833925301 (ediz. orig. Le meilleur des mondes possibles, 2000)
- A caso: La sorte, la scienza, il mondo, Torino, Bollati Boringhieri, 2015 (prima edizione: 1999), traduzione Libero Sosio, ISBN 9788833925349 (ediz. orig. Au hasard, 1991)
- Come funziona il caos, Torino, Bollati Boringhieri, 2017 (prima edizione: 2010), traduzione Andrea Migliori, ISBN 9788833928777
- Caso o fortuna? (con Étienne Lécroart), Sonda, 2019, traduzione Daniela Di Lisio, ISBN 9788872240748 (ediz. orig. Le hasard: Une approche mateématique, 2016)